# Betty Brosmer
Betty Brosmer (Pasadena, 2 de agosto de 1935), conhecida por Betty Weider após o casamento, é uma fisiculturista americana e especialista em condicionamento físico. Durante a década de 1950, ela era uma modelo comercial popular e garota pin-up.
Depois de se casar com o empresário Joe Weider, em 1961, ela começou uma longa carreira como porta-voz e instrutora nos movimentos de saúde e musculação. Ela é colunista de longa data de uma revista e é coautora de vários livros sobre fitness e exercícios físicos.

## Biografia
Betty Brosmer nasceu em Pasadena, Califórnia, em 2 de agosto de 1935, filha de Andy e Vendla Brosmer. Seu primeiro nome às vezes foi relatado como Elizabeth, mas ela afirmou que isso está incorreto.
Ela viveu sua infância em Carmel, porém aos dez anos, ela se mudou para Los Angeles. Naturalmente pequena e com pouca estrutura, Brosmer embarcou em um regime pessoal de musculação antes de ser adolescente. Criada por seu pai como fã de esportes, ela se destacou no atletismo juvenil e era "uma espécie de menina masculinizada".
Uma foto de Brosmer apareceu no catálogo da Sears & Roebuck aos 13 anos de idade. No ano seguinte, ela visitou a cidade de Nova York com sua tia e posou para fotos em um estúdio fotográfico profissional; uma de suas fotos foi vendida à Emerson Televisions para uso em publicidade comercial e tornou-se uma peça promocional amplamente usada, impressa em revistas nacionais por vários anos depois.

## Carreira de Modelagem
Brosmer retornou a Los Angeles e logo foi convidado a posar para dois dos mais famosos artistas de pin-up da época, Alberto Vargas e Earl Moran. Encorajada, sua tia a levou de volta à cidade de Nova York novamente em 1950, onde passaram a residir. Brosmer construiu seu portfólio fotográfico enquanto cursava a George Washington High School, em Manhattan. Apesar de sua idade, nos quatro anos seguintes, Brosmer encontrou trabalho frequente como modelo comercial e apareceu nas capas de muitas pulp, onipresentes do pós-guerra: revistas e livros populares sobre romance e crime. Como ela explicou: "Quando eu tinha 15 anos, fui feita para parecer que tinha cerca de 25 anos".
Alguns de seus trabalhos fotográficos mais famosos durante esse período incluem aparições de glamour no Picture Show (dezembro de 1950, capa); People Today (julho de 1954, centros espalhados); Photo (janeiro de 1955); e Modern Man (fevereiro de 1955; maio de 1955). Ela também foi empregada como modelo e, em 1954, posou para Christian Dior.
Ela ganhou inúmeros concursos de beleza na área de Nova York no início dos anos 50, mais famosa "Miss Television"; nessa qualidade, ela apareceu no TV Guide, bem como nos programas amplamente vistos de Steve Allen, Milton Berle, Jackie Gleason e outros. Sua fama cresceu tanto aos dezoito anos que, quando ela deixou Nova York e voltou para a Califórnia - desta vez para Hollywood -, sua partida foi notada na coluna de celebridades de Walter Winchell .
De volta à costa oeste, Brosmer manteve uma intensa carga de trabalho freelancer em moda e modelagem comercial, enquanto continuava sua educação, com especialização em psicologia na UCLA. Ela também assinou um contrato lucrativo com o fotógrafo de famosos Keith Bernard e trabalhou constantemente com ele pelo resto da década. Para Bernard, um fotógrafo bem estabelecido que havia trabalhado com Marilyn Monroe e Jayne Mansfield, Brosmer provaria ser a modelo pin-up mais vendida de sua carreira. O trabalho de publicação de Brosmer durante o final da década de 1950 inclui participações em Modern Man (outubro de 1956, capa); Photoplay (abril de 1958, capa); e Rogue (capas de julho de 1958 e fevereiro de 1959). Durante esse período, Brosmer foi considerada a modelo de pin-up mais bem pago nos Estados Unidos - ela foi vista em "praticamente todas as revistas masculinas da época".
A revista Playboy procurou Brosmer por uma imagem exclusiva, e uma sessão de fotos foi montada em Beverly Hills. O cenário resultante foi rejeitado, no entanto, depois que Brosmer se recusou a fazer qualquer pose nua: "Eu usava meio sutiã ou meio sutiã baixo sem nada mostrando ... e era isso que eu pensava que eles queriam". A Playboy ameaçou uma ação judicial por suposta quebra de contrato, mas acabou desistindo do caso. As fotos foram vendidas para a revista Escapade e publicadas na edição de antologia Escapade's Choicest # 3 (1959). Brosmer nunca fez nenhuma modelagem nua ou seminua ao longo de sua longa carreira: como ela explicou mais tarde na vida: "Eu não achava imoral, mas simplesmente não queria causar problemas para os outros. . . Eu pensei que isso iria envergonhar meu futuro marido e minha família ".
Esse futuro marido acabaria sendo o entusiasta do culturismo e editor de revistas Joe Weider, que primeiro tomou conhecimento de Brosmer através de seu contato com Keith Bernard para modelos de fitness. As primeiras fotos de Brosmer para uma revista de Weider apareceram como um layout de quatro páginas na Figure & Beauty em dezembro de 1956. Depois disso, Weider procurou regularmente seu trabalho entre as propostas de Bernard. Ela era conhecida por ser o seu modelo favorito e ele a solicitou com mais e mais frequência após o primeiro encontro pessoal em 1959.
Os dois se aproximaram devido a seus interesses profissionais e pessoais em fitness e psicologia, e se casaram em 24 de abril de 1961. O casamento foi o segundo de Joe Weider, e ele teve uma filha da esposa anterior; ele e Brosmer não tiveram filhos juntos. O casamento deles duraria mais de cinquenta anos, até a morte de Joe Weider em 2013, com 93 anos de idade.

## Carreira de fitness
Após o casamento, Brosmer deixou de posar como uma pin-up, mas continuou sendo fotografada com frequência. Por muitos anos, ela foi vista rotineiramente nas publicações da Weider, ajudando a anunciar uma ampla gama de produtos para fitness. Ela permaneceu uma presença altamente visível entre as várias revistas e foi continuamente incluída em seu trabalho fotográfico editorial. Ao longo das décadas de 1960 e 1970, ela apareceu em vários layouts pictóricos e também frequentemente nas capas de títulos Weider como Jem, Vigor e Muscle Builder. Suas aparições posteriores às vezes eram emparelhadas com outros culturistas de destaque da época, como Frank Zane, Mike Mentzer e Robby Robinson; sua última foto de capa foi no Muscle and Fitness em maio de 1988, com Larry Scott.
Sob seu nome conjugal, Betty Weider, atuou como escritora colaboradora regular da Muscle and Fitness por mais de três décadas. Enquanto seu estilo de escrita se desenvolvia, ela se concentrou em suas próprias colunas mensais de M&F, "Body by Betty" e "Health by Betty". Ela também trabalhou como editora associada da revista feminina Weider, .
Com o marido, ela escreveu dois guias de fitness, o Weider Book of Bodybuilding for Women (1981) e The Weider Body Book (1984). Com Joyce Vedral, ela criou um regime de treino para todas as idades para mulheres, publicado em 1993 como Better and Better.
Em 2004, os Weiders doaram US $ 1 milhão à Universidade do Texas em Austin para apoiar a coleção de cultura física do Centro HJ Lutcher Stark de Cultura Física e Esportes. O presente foi a chave para o estabelecimento no Stark Center de um espaço permanente para exposições, agora conhecido como Museu de Cultura Física Joe e Betty Weider. O museu possui centenas de itens em seu espaço de 10.000 pés quadrados na galeria e foi aberto ao público em agosto de 2011.

## Na cultura popular

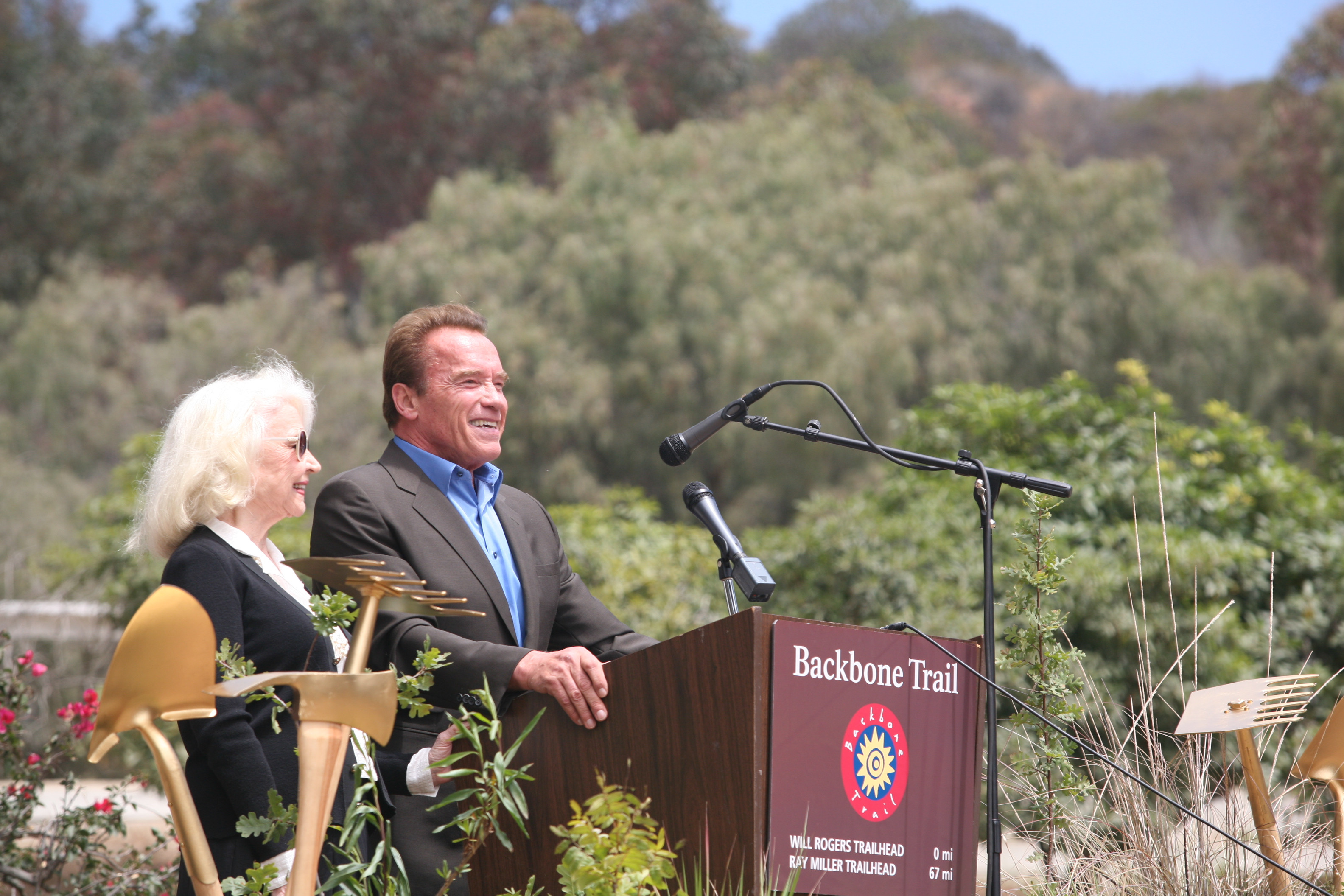
Betty Weider e Arnold Schwarzenegger em 2016.

Em The Dirty Dozen (1967), pin-ups de Brosmer podem ser vistos nas paredes do quartel da MP. Cartazes dela também são vistos pendurados nas paredes da academia no documentário Pumping Iron (1977), e ela faz uma aparição como membro da platéia em uma competição de bodybuilding em Pumping Iron II: The Women (1985). Ela é interpretada pela atriz Julianne Hough na cinebiografia da família Weider, Bigger (2018).

## Trabalho
- Weider, Betty; Weider, Joe. The Weider Book of Bodybuilding for Women. [S.l.: s.n.] ISBN 0809259060  Weider, Betty; Weider, Joe. The Weider Book of Bodybuilding for Women. [S.l.: s.n.] ISBN 0809259060  Weider, Betty; Weider, Joe. The Weider Book of Bodybuilding for Women. [S.l.: s.n.] ISBN 0809259060
- Weider, Betty; Weider, Joe. The Weider Body Book. [S.l.: s.n.] ISBN 978-0809254293  Weider, Betty; Weider, Joe. The Weider Body Book. [S.l.: s.n.] ISBN 978-0809254293  Weider, Betty; Weider, Joe. The Weider Body Book. [S.l.: s.n.] ISBN 978-0809254293
- Weider, Betty; Vedral, Joyce L. Better and Better: Six Weeks to a Great Shape at Any Age. [S.l.: s.n.] ISBN 0440503132  Weider, Betty; Vedral, Joyce L. Better and Better: Six Weeks to a Great Shape at Any Age. [S.l.: s.n.] ISBN 0440503132  Weider, Betty; Vedral, Joyce L. Better and Better: Six Weeks to a Great Shape at Any Age. [S.l.: s.n.] ISBN 0440503132